# إدريس الصغير
إدريس الصغير من مواليد مدينة القنيطرة يوم 21 ماي سنة 1948 ، بدأ النشر سنة 1966، وقد غطت قصصه جل المنابر الأدبية في الوطن العربي من المحيط إلى الخليج، كما ترجمت الكثير من أعماله إلى معظم اللغات الحية.

## حياته
- ولد في 21 ماي 1948 بمدينة القنيطرة.
- حاصل على دبلوم المدرسة العليا للأساتذة.
- يشتغل أستاذا بالتعليم الثانوي.
- عضو رابطة القصة القصيرة المغربية الجديدة.
- عضو جمعية جوهرة الغرب للتنمية.
- نضم إلى اتحاد كتاب المغرب سنة 1976.
- نشر كتاباته القصصية بالعلم، المحرر، الاتحاد الاشتراكي، المصير الديمقراطي، أنوال، الاختيار، الثقافة الجدية، آفاق، الآداب، الأقلام، ى فاق عربية، المعرفة، إبداع، الطليعة الأدبية، المدينة، المسيرة، الفصول الأربعة، الثقافة العربية.[1]

## أعماله المطبوعة
- - اللعنة والكلمات الزرقاء : مجموعة قصص مشتركة مع عبد الرحيم مودن. دار الخليف الدار البيضاء. 1976.[2]
- - الزمن المقيت : رواية. المؤسسة العربية للدراسات والنشر. بيروت. 1983.
- - عن الأطفال والوطن : قصص. المؤسسة العربية للدراسات والنشر. بيروت. 1985.
- - وجوه مفزعة في شارع مرعب: قصص. المنشأة العامة للنشر والتوزيع. طرابلس. 1985.
- - كونشيرتو النهر العظيم : رواية. دار الشؤون الثقافية. بغداد. 1990.
- - أحلام الفراشات الجميلة : مسرحية. دار البوكيلي. القنيطرة. 1995.
- - ميناء الحظ الأخير : رواية مشتركة مع عبد الحميد الغرباوي. دار الثقافة – البيضاء. 1995.
- - معالي الوزير : قصص منشورات شراع. طنجة. 1999.
- - حوار جيلين : مجموعة قصص مشتركة مع محمد سعيد الريحاني. طوب بريس. 2011.
- - خريطة القبور : رواية. المطبعة السريعة – القنيطرة. 2011.
- - إشاعات في مهب الريح : رواية. المطبعة السريعة 2012.
- - ليلة العشاء الأخير: رواية. المطبعة السريعة. 2013.